# District de Tirana

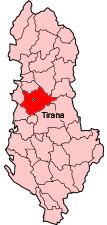

Le district de Tirana est un des 12 districts d'Albanie, sa superficie est de 1 193 km2 et il compte environ  820 000 habitants. Sa préfecture est Tirana, et il est composé des municipalités de Kamëz, Kavajë, Rrogozhinë, Tirana, Vorë.
Le district est mitoyen de ceux de Krujë, Durrës, Kavajë, Peqin, Elbasan, Librazhd, Bulqizë et Mat.

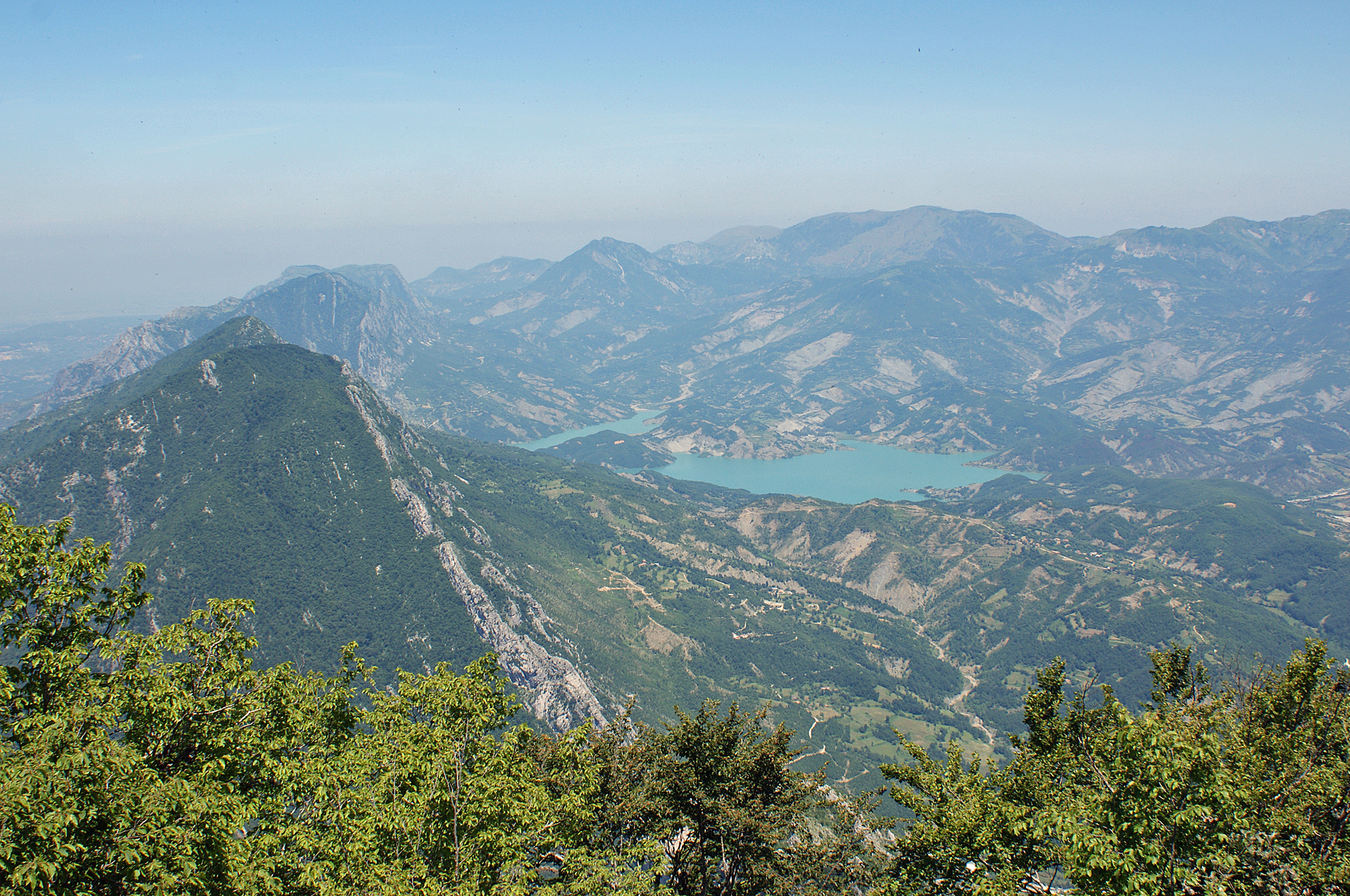
Bovilla Reservoir et environs Au nord de Tirana vu de Maja e Tujanit (Mont Dajti).